# Olga Morozova
Pour les articles homonymes, voir Morozov.
Olga Vassilievna Morozova (en russe : Ольга Васильевна Морозова), née le 22 février 1949 à Moscou, est une joueuse de tennis soviétique, professionnelle dans les années 1970.
Elle a été finaliste en simple à Roland-Garros puis Wimbledon en 1974, défaite à chaque fois par Chris Evert en deux sets.
Première Soviétique (et Russe) à remporter un titre du Grand Chelem (en double dames des Internationaux de France 1974 avec Evert), elle compte une vingtaine de tournois WTA à son palmarès.
À partir de 2004, Olga Morozova est devenue la coach d'Elena Dementieva.